# Безпечнянська сільська рада
| Безпечнянська сільська рада (інколи — Безпечанська сільська рада) — колишня адміністративно-територіальна одиниця та орган місцевого самоврядування у Янушпільському та Чуднівському районах Житомирської, Бердичівської округ, Вінницької, Житомирської областей УРСР та України з адміністративним центром у с. Безпечна. Сільській раді були підпорядковані населені пункти: - с. Безпечна Кількість населення ради, станом на 1923 рік, становила 1 160 осіб, кількість дворів — 245. Відповідно до перепису населення СРСР, на 17 грудня 1926 року чисельність населення ради становила 1 260 осіб, з них за статтю: чоловіків — 629, жінок — 631; за етнічним складом: українців — 1 033, поляків — 227. Кількість домогосподарств — 287, з них, несільського типу — 1. |

Відповідно до результатів перепису населення 1989 року, кількість населення ради, станом на 12 січня 1989 року, складала 453 особи.
Станом на 5 грудня 2001 року, відповідно до перепису населення України, кількість мешканців сільської ради складала 419 осіб.

## Склад ради
Рада складалася з 12 депутатів та голови.

## Керівний склад сільської ради
| ПІБ                       | Основні відомості                                                         | Дата обрання | Дата звільнення |
| ------------------------- | ------------------------------------------------------------------------- | ------------ | --------------- |
| Симон Валерій Олексійович | Сільський голова, 1964 року народження, освіта                            | 26.03.2006   | 31.10.2010      |
| Симон Валерій Олексійович | Сільський голова, 1964 року народження, освіта вища, член Партії регіонів | 31.10.2010   |                 |

Примітка: таблиця складена за даними джерела

## Історія
Раду було утворено 1923 року в с. Безпечна Краснопільської волості Житомирського повіту Волинської губернії. Станом на 17 грудня 1926 року на обліку перебував хутір Совінського.
Відповідно до інформації довідника «Українська РСР. Адміністративно-територіальний поділ», станом на 1 вересня 1946 року сільрада входила до складу Янушпільського району Житомирської області, на обліку в раді перебували с. Безпечна та х. Совінський.
11 серпня 1954 року раду було ліквідовано, територію приєднано до Носівської сільської ради. Відновлена 26 червня 1992 року.
Припинила існування 2016 року в зв'язку з об'єднанням до складу Краснопільської сільської територіальної громади Чуднівського району Житомирської області.
Входила до складу Янушпільського (7.03.1923 р.) та Чуднівського (26.06.1992 р.) районів.